# Isabelle Turpault
Pour les articles homonymes, voir Turpault.
 (mars 2013).
Si vous disposez d'ouvrages ou d'articles de référence ou si vous connaissez des sites web de qualité traitant du thème abordé ici, merci de compléter l'article en donnant les références utiles à sa vérifiabilité et en les liant à la section « Notes et références ».
Isabelle Turpault est une reine de beauté française.
Élue Miss Paris 1982, puis Miss France 1983, elle est destituée un mois et demi plus tard, à la suite de la publication de photographies érotiques dans Paris Match. Elle est remplacée par sa 1re dauphine, Frédérique Leroy, Miss Bordeaux.

## Miss France

### Élection
En décembre 1982, Isabelle Turpault est élue Miss France à l'Hôtel PLM Saint-Jacques, à Paris et succède à  Sabrina Belleval, Miss France 1982.
Ses dauphines :
- 1re Dauphine Miss Bordeaux Frédérique Leroy
- 2e Dauphine Miss Côte d'Azur
- 3e Dauphine Miss Languedoc
- 4e Dauphine Miss Dauphiné
- 5e Dauphine Miss Alsace
- 6e Dauphine Miss Réunion

### Destitution
Isabelle Turpault qui a posé en lingerie pour le magazine PARIS MATCH, perd son titre 40 jours après son élection car l'article 12 du règlement du Comité Miss France interdit formellement toute exhibition équivoque. Elle sera remplacée par sa 1re Dauphine Frédérique Leroy.
Elle essayera de récupérer son titre en vain.